# ماديسون اولسن
ماديسون اولسن (بالإنجليزية: Madison Olsen)‏ هي متزحلقة حرة أمريكية، ولدت في 7 أبريل 1995 في الولايات المتحدة.

## وصلات خارجية
- ماديسون اولسن على موقع الاتحاد الدولي للتزلج (التزلج الحر) (الإنجليزية)
- ماديسون اولسن على موقع أوليمبيديا (الإنجليزية)